# .aq
.aq는 남극 대륙의 인터넷 국가 코드 최상위 도메인이다. 남극에서 일을 수행하는 조직을 위해, 또 남극, 남극해 지역을 위해 만들어졌다. 뉴질랜드의 오클랜드 연합과 모트의 피터 모트가 관리하고 있다.